# Mill Ends Park
Mill Ends Park is een park in Portland, Oregon. Met een grondoppervlakte van 0,2916 vierkante meter en een diameter van 61 cm, was Mill Ends Park enige tijd het kleinste officiële park ter wereld.
Het is oorspronkelijk door de gemeente Portland aangelegd als plaats voor een lantaarnpaal. Toen plaatsing van de lantaarnpaal op zich liet wachten besloot de columnist Dick Fagan in 1948 op St. Patrick's Day er een park van te maken, onder andere als kolonieplaats voor leprechauns en als locatie voor slakkenraces. Hij noemde het Mill Ends Park; een verwijzing naar zijn column in de Oregon Journal. In het park bevond zich ook enige tijd een zwembad voor vlinders. In 1971 werd Mill Ends Park opgenomen in het Guinness Book of Records, als kleinste park ter wereld. In 1976 besloot het stadsbestuur er een officieel park van te maken.